# Lagâri Hasan Çelebi
Lagâri Hasan Çelebi a legenda szerint a repülés 17. századi úttörője; oszmán pilóta, aki Evliya Çelebi beszámolója szerint sikeres repülést hajtott végre rakétával.

## A beszámoló
Evliya Çelebi írása szerint Lagari Hasan Çelebi 1633-ban ötven oka (63,5 kg) puskapor segítségével egy hétszárnyú rakétát indított útnak az isztambuli Topkapı palota alatti Sarayburnuról. A repülésre állítólag IV. Murád szultán lányának születésekor került sor. Evliya Celebi beszámolója szerint Lagari a kilövés előtt kijelentette: „Ó, szultánom! Légy áldott, beszélni fogok Jézussal!” Felszállás után a tengerben landolt, a partra úszott és tréfálkozva megjegyezte: „Ó, szultánom! Jézus üdvözletét küldi neked!” A szultán ezüsttel jutalmazta és szpáhivá tette az oszmán hadseregben.
Evliya Çelebi arról is írt, hogy Lagari testvére, Hezârfen Ahmed Çelebi egy évvel korábban siklórepülővel repült.

## A kultúrában
Az Isztambul a szárnyaim alatt című, 1996-os film Lagari Hasan Çelebi, valamint testvére, a szintén repülő Hezârfen Ahmed Çelebi életéről szól, valamint az oszmán kori társadalomról a 17. század elején, ahogyan azt Evliya Çelebi átélte és megírta.
A legendával foglalkoztak az Állítólag… (MythBusters) televíziós sorozat 2009. november 11-én bemutatott epizódjában. A csapat megjegyezte, hogy Evliya Çelebi nem írta le pontosan a Lagâri Hasan által állítólag elkészített tervet, és hogy a 17. században, modern acélötvözetek és hegesztés nélkül rendkívül nehéz lett volna biztonságban földet érni vagy akár felemelkedni. Bár az epizódban elkészítették a rakétát és az a levegőbe is emelkedett, repülés közben felrobbant.

## Fordítás
- Ez a szócikk részben vagy egészben  a   Lagâri Hasan Çelebi című angol Wikipédia-szócikk ezen változatának fordításán alapul.  Az eredeti cikk szerkesztőit annak laptörténete sorolja fel. Ez a jelzés csupán a megfogalmazás eredetét és a szerzői jogokat jelzi, nem szolgál a cikkben szereplő információk forrásmegjelöléseként.